# Syców
Syców (Duits: Groß Wartenberg) is een stad in het Poolse woiwodschap Neder-Silezië, gelegen in de powiat Oleśnicki. De oppervlakte bedraagt 17,06 km², het inwonertal 10.763 (2005).

## Verkeer en vervoer
- Station Syców

## Geboren
- Christian Friedrich Lessing (1809-1862), arts en botanicus
- Jana Korowicka (1954), langebaanschaatsster
- Robert Gonera (1969), theater- en filmacteur